# Muchinskij
Muchinskij (ros. Мухинский) – osiedle w Rosji, w obwodzie amurskim, w rejonie oktiabrskim. W 2010 liczyło 626 mieszkańców.